# Elymus athericus
Elymus athericus é uma espécie de planta com flor pertencente à família Poaceae. 
A autoridade científica da espécie é (Link) Kerguélen, tendo sido publicada em Lejeunia 110: 57. 1983.

## Portugal
Trata-se de uma espécie presente no território português, nomeadamente em Portugal Continental e no Arquipélago dos Açores.
Em termos de naturalidade é nativa de Portugal Continental e introduzida no Arquipélago dos Açores.

## Protecção
Não se encontra protegida por legislação portuguesa ou da Comunidade Europeia.